# Manuel Marulanda

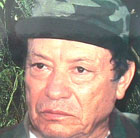
Manuel Marulanda Vélez

Manuel Marulanda Vélez, alias Tirofijo (span.: „Sicherer Schuss“), Kampfname von Pedro Antonio Marín (* wahrscheinlich 13. Mai 1930 in Génova, Quindío, Kolumbien; † 26. März 2008 in Caquetá) war Anführer der kolumbianischen Guerillagruppe FARC und der älteste Guerillaführer der Welt. Das exakte Geburtsdatum ist nicht gesichert. Tirofijo gab in Interviews an, dass er vermutlich 1930 geboren worden sei.
Marulanda war der älteste von fünf Söhnen einer liberalen Bauernfamilie. Nach dem Besuch der Grundschule nahm er verschiedene einfache Arbeiten an.
Während der Violencia, der gewalttätigen Auseinandersetzung zwischen Liberalen und Konservativen nach der Ermordung des Präsidentschaftskandidaten Jorge Eliécer Gaitán 1948, kämpfte Marulanda zunächst auf der Seite der Liberalen. Im Laufe der Zeit nahm er Kontakt zu von der kommunistischen Partei beeinflussten Guerillagruppen auf, die offensiver gegen die Konservativen kämpften. In dieser Zeit nahm er den Namen eines ermordeten Gewerkschaftsführers, Manuel Marulanda, an, und freundete sich mit Luis Morantes (auch bekannt als Jacobo Arenas) an, einem Kader der kommunistischen Partei.
Gegen Ende der Violencia gehörte Marulanda zu den Gründern der „Unabhängigen Republik Marquetalia“, einer Gemeinschaft hauptsächlich liberaler Bauern, die die Legitimation des kolumbianischen Staats und seiner Armee anzweifelten.
Nach dem Ende der Diktatur Gustavo Rojas Pinillas 1957 und dem Nationale-Front-Abkommen zwischen Liberaler und Konservativer Partei betrachtete die neue kolumbianische Regierung die „unabhängigen Republiken“ als Gefahr. Nach Druck konservativer Abgeordneter im Kongress und der Vereinigten Staaten kam es im Mai 1964 zu einem Angriff der kolumbianischen Armee auf Marquetalia.
Bei einem am 27. Mai 1964 von den Überlebenden abgehaltenen Treffen wurde unter Federführung Marulandas und Jacobo Arenas die Gründung einer Guerillaorganisation beschlossen. Im selben Jahr gründeten die beiden den Bloque Sur („Südblock“'), aus dem 1964 die FARC entstand.
Marulanda stand bis zu seinem Tod an der Spitze der FARC; seinen Spitznamen Tirofijo erhielt er aufgrund seines sicheren Umgangs mit Schusswaffen. Eine seiner Töchter, Olga Marín, war mit Raúl Reyes verheiratet, der bis zu seinem Tod am 1. März 2008 Nummer zwei der FARC war.
Marulanda starb nach Angaben der FARC am 26. März 2008 an den Folgen eines Herzinfarktes. Der kolumbianische Verteidigungsminister Santos spekulierte auf einer Pressekonferenz, dass er auch Kampfhandlungen als Todesursache für möglich halte. Sein Nachfolger wurde Guillermo León Sáenz alias Alfonso Cano. Im Stadtteil „23 de Enero“ der venezolanischen Hauptstadt Caracas wurde am 27. September 2008 eine Gedenkbüste zu Ehren des verstorbenen FARC-Chefs aufgestellt. In einer Gedenkrede wurde dabei der Kampf und der Anstand der FARC gewürdigt.